# Cayaponia ophthalmica
Cayaponia ophthalmica är en gurkväxtart som beskrevs av Richard Evans Schultes. Cayaponia ophthalmica ingår i släktet Cayaponia och familjen gurkväxter. Inga underarter finns listade i Catalogue of Life.